# Corrigasleggaun
Corrigasleggaun (en irlandais : Carraig na Sliogán, littéralement « rocher des coquillages ») est le cinquième plus haut sommet des montagnes de Wicklow, avec 794 mètres d'altitude, en Irlande.